# Borisz Boriszovics Grebenscsikov
Borisz Boriszovics Grebenscsikov; »BG«, (oroszul: Борис Борисович Гребенщиков), (Leningrád, 1953. november 27. –) orosz költő, zenész, az Akvárium együttes alapítója, a szovjet rockzene nagy öregje, a századvég egyik kultikus figurája.
„Borisz Grebenscsikov a világ legizgalmasabb rockzenészeinek egyike, ám ezt csak azok tudják, akik tudnak oroszul... A város (Город Золотой) a történelem legszebb szerelmes dalai közé való. Egy aranyvárosról szól, érdekes módon, amely nincs, és mégis van. Vagy nincs.” – Gazda Albert

## Életrajz
Grebenscsikov apja egy hajógyár igazgatója, mérnök, édesanyja pedig egy leningrádi divatház jogtanácsosa volt.

### Adatok
- 1970: fizika-matematika tagozatos középiskolát végzett.
- 1972: Anatolij Gunyickijjel létrehozta Akvárium néven együttesét, mely a szovjet underground szférában hamarosan népszerűvé vált.
- 1976: alkalmazott matematikus diplomát szerzett a Leningrádi Egyetemen (ru), munkába állt egy szociológiai intézetben, miközben dalokat írt, fellépett és együttműködött az egyetem kísérleti színházi csoportjával. Elindított egy rockzenei szamizdat folyóiratot is (Рокси).
- 1978: amatőr körülmények között rögzítették a Все братья – сёстры c. akusztikus demóalbumot.
- 1980: egy tbiliszi rockfesztiválon való fellépést követően kizárták a Komszomolból, megfosztották tudományos munkatársi címétől és elbocsátották munkahelyéről. Továbbá hivatalosan betiltották az Akváriumot.
- 1981: a Leningrádi rock klub tagjaként az együttes részt vesz az első öt  fesztiválon.
- 1987: első ízben jelent meg recenzió az Akváriumról (Смена).
- 1989: az első angol nyelvű album (Radio Silence; Dave Stuart, Eurythmics közreműködésével).
- 1990-es évek: az Akvárium tevékenységének szüneteltetése.
- 1991: Grebenscsikov létrehozza a rövid életű BG Band-et (БГ-Бэнд).
- 1993: az Akvárium újraindítása (Аквариум 2.0).
- 1998: az első díj (Триумф).
- 2000: Szentpétervár díja (Люди нашего города).
- 2001: a Fuzz c. lap díja a rockzene fejlesztéséért.
- 2002: a Nase Ragyio rádió „ПобоRoll” díja.
- 2003: koncert a Kremlben Grebenscsikov 50 éves születésnapja alkalmából.
- 2007: koncert a Royal Albert Hallban (London).
- 2012: koncertkörút az Amerikai Egyesült Államokban.

## Diszkográfia
- Aquarium Albums Archiválva 2011. július 27-i dátummal a Wayback Machine-ben